# Уолдгрейв, Джон, 6-й граф Уолдгрейв
Подполковник Джон Джеймс Уолдгрейв, 6-й граф Уолдгрейв (англ. John Waldegrave, 6th Earl Waldegrave; 31 июля 1785 — 31 июля 1835) — британский пэр и военный.

## Биография
Родился 31 июля 1785 года. Второй сын Джорджа Уолдгрейва, 4-го графа Уолгрейва (1751—1789), и леди Элизабет Уолдгрейв (1760—1816), старшей дочери Джеймса Уолдгрейва, 2-го графа Уолдгрейва (1715—1763), и Марии Уолпол (1736—1807). Он получил образование в Итонском колледже (Виндзор, графство Беркшир).
В 1789 году после смерти отца графский титул унаследовал Джордж Уолдгрейв, 5-й граф Уолдгрейв (1784—1794), старший брат Джона. 29 июня 1794 года Джордж Уолдгрейв умер в возрасте девяти лет, утонув в Темзе. После смерти своего старшего брата Джон Джеймс Уолдгрейв унаследовал титулы 6-го графа Уолдгрейва (графство Нортгемптоншир), 6-го виконта Чьютона (графство Сомерсет), 7-го барона Уолдгрейва из Чьютона (графство Сомерсет) и 10-го баронета Уолдгрейва из замка Хивер (графство Кент).
В 1797 году он унаследовал от Горация Уолпола свою знаменитую резиденцию Строберри-Хилл-Хаус в Твикнеме.
После учебы в 1802 году лорд Уолдгрейв поступил на службу в 55-й пехотный полк в чине прапорщика. Позднее он переведен в 3-й гвардейский полк, а в 1804 году перешел в 39-й пехотный полк в чине лейтенанта. Позднее он перешел в 36-й пехотный полк, а в 1805 году — в 8-й гарнизонный батальон в чине майора, а вскоре был переведен в 72-й пехотный полк. Лорд Уордгрейв участвовал в войне против французской армии на Пиренейском полуострове. Он поступил в 15-й легкий драгунский полк в 1809 году и в 12-й легкий драгунский полк в 1812 году. Он был подполковником 54-го пехотного полка с 1812 по 1819 год. Принимал участие в битве при Ватерлоо в 1815 году.
Лорд Уолдгрейв служил лордом спальни с 1830 по 1831 год.

## Личная жизнь
30 октября 1815 года Джон Уолдгрейв женился на своей давней возлюбленной Энн Кинг (1790 — 22 августа 1852), дочери Джона Уильяма Кинга. Еще до брака у них было несколько детей, а позже родилось еще четверо.
- Джордж Эдвард Уолдгрейв, 7-й граф Уолдгрейв (8 февраля 1816 — 28 сентября 1846), преемник отца.
- Леди Аннет Лаура Мария Уолдгрейв (ок. 1819 — 28 февраля 1856), в 1841 года она вышла замуж за генерал-лейтенанта Арчибальда Мани (1778—1858)
- Леди Горация Элизабет Уолдгрейв (ок. 1824 — 24 июня 1884), 1-й муж с 1847 года капитан Джон Джозеф II Уэбб-Уэстон (1813—1849); 2-й муж с 1854 года Джон Уордлоу (1826 — ?).
- Леди Ида Анна Уолдгрейв (ок. 1826 — 17 октября 1892).

Лорд Уолдгрейв скончался в 1835 году. Ему наследовал его старший законный сын Джордж Эдвард. Его вдова Энн повторно вышла замуж в 1839 году на доктора Элджернона Хикса (1806—1869).